# Tallard (tổng)
Tổng Tallard là một tổng của Pháp nằm ở tỉnh Hautes-Alpes trong vùng Provence-Alpes-Côte d'Azur.

## Địa lý
Tổng này được tổ chức xung quanh Tallard thuộc quận Gap. Độ cao thay đổi từ 548 m (Lardier-et-Valença) đến 2 000 m (Sigoyer) với độ cao trung bình 847 m.

## Hành chính
| Giai đoạn | Ủy viên            | Đảng   | Tư cách                |
| --------- | ------------------ | ------ | ---------------------- |
|           | Jean-Michel Arnaud | UDF-NC | Thị trưởng của Tallard |

## Các đơn vị cấp dưới
Tổng Tallard gồm 9 xã với dân số là 4 588 người (điều tra năm 1999, dân số không tính trùng)
| Xã                 | Dân số | Mã bưu chính | Mã insee |
| ------------------ | ------ | ------------ | -------- |
| Châteauvieux       | 408    | 05000        | 05037    |
| Fouillouse         | 138    | 05130        | 05057    |
| Jarjayes           | 379    | 05130        | 05068    |
| Lardier-et-Valença | 198    | 05110        | 05071    |
| Lettret            | 109    | 05130        | 05074    |
| Neffes             | 570    | 05000        | 05092    |
| La Saulce          | 905    | 05110        | 05162    |
| Sigoyer            | 583    | 05130        | 05168    |
| Tallard            | 1 298  | 05130        | 05170    |

## Biến động dân số
| 1962                                                     | 1968  | 1975  | 1982  | 1990  | 1999  |
| -------------------------------------------------------- | ----- | ----- | ----- | ----- | ----- |
| 2 572                                                    | 2 762 | 2 892 | 3 346 | 3 783 | 4 588 |
| Nombre retenu à partir de 1962 : dân số không tính trùng |       |       |       |       |       |